# PGC 214021
LEDA/PGC 214021 (auch NGC 4640B) ist eine Linsenförmige Galaxie vom Hubble-Typ S0 im Sternbild Jungfrau auf der Ekliptik. Sie ist schätzungsweise 898 Millionen Lichtjahre von der Milchstraße entfernt und hat einen Durchmesser von rund 55.000 Lichtjahren. Gemeinsam mit NGC 4640 bildet sie das optische Galaxienpaar Holm 446. 

Im selben Himmelsareal befinden sich u. a. die Galaxien NGC 4640, NGC 4641, IC 3663, IC 3710.